# 武光忠棟
武光 忠棟（たけみつ ただむね）は、安土桃山時代から江戸時代初期にかけての武将。豊臣氏の家臣。美濃国不破郡長松城主。

## 略歴
美濃国の出身で、初め伊豆と称した。文禄3年（1594年）、豊臣秀吉の麾下となる。同年、竹中隆重に代わって長松城主となり、5千石を知行した。
慶長5年（1600年）の関ヶ原の戦いでは初め徳川家康の下知に従っていたものの、石田三成より種々便宜を求められたことで西軍に与せざるを得なくなったという。8月16日、福束城主の丸毛兼利を救援するため福束に向かうが、徳永寿昌・市橋長勝らに敗れて長松城に帰還。8月23日、岐阜城が陥落するとその夜のうちに居城を捨てて伊勢国桑名に奔り、氏家行広と合流した。
戦後は牢人となるが、慶長19年（1614年）に大坂冬の陣が起きると大坂城に入城して竹光式部と称した。翌慶長20年（1615年）の大坂夏の陣では仙石秀範らとともに3千人ほどの兵で天満から備前島までを警固したが、石川忠総・京極忠高らに敗れ、大坂城落城後は河内国枚方にて自害した。